# Droga wojewódzka nr 305
Droga wojewódzka nr 305 (DW305) – droga wojewódzka klasy G o długości 91 km, łącząca Bolewice (DK92) z drogą wojewódzką nr 324 w miejscowości Wroniniec. Droga położona jest na terenie województwa wielkopolskiego (powiat nowotomyski, wolsztyński i leszczyński), województwa lubuskiego (powiat wschowski) oraz na terenie województwa dolnośląskiego (powiat górowski).
W Wolsztynie droga 305 przebiega przez rondo usprawniające ruch wewnątrz miasta w kierunku autostrady A2, następnie obwodnicą śródmiejską (łącznie z przebiegiem drogi krajowej nr 32) kieruje się do południowej części Wolsztyna w kierunku Wschowy.

## Dopuszczalny nacisk na oś

### Od 13 marca 2021 r.
Na całej długości drogi dozwolony jest ruch pojazdów o nacisku pojedynczej osi napędowej do 11,5 tony z wyjątkiem określonych miejsc oznaczonych znakiem zakazu B-19.

### Przed 13 marca 2021 r.
Wcześniej droga wojewódzka nr 305 była objęta ograniczeniami dopuszczalnego nacisku pojedynczej osi:
| Znak  | Dopuszczalny nacisk | Odcinek                                      | Długość odcinka |
| ----- | ------------------- | -------------------------------------------- | --------------- |
| DW305 | do 8 ton            | Nowy Tomyśl – Wolsztyn – Wschowa – Wroniniec | 82 km           |
| DW305 | do 10 ton           | Bolewice – Nowy Tomyśl                       | 9 km            |

## Historia

### Numeracja
Na przestrzeni lat trasa posiadała różne oznaczenia:
| Numer | Kategoria         | Przebieg drogi                                          | Lata obowiązywania | Źródło | Uwagi              |
| ----- | ----------------- | ------------------------------------------------------- | ------------------ | --- | ------------------ |
| ?     | droga drugorzędna | Bolewice - Nowy Tomyśl - Wolsztyn - Wschowa - Wroniniec | ? - 1985           | - Mapa samochodowa Polski 1:1 000 000, Warszawa: Państwowe Przedsiębiorstwo Wydawnictw Kartograficznych, 1962.      | nieznana numeracja |
| 305   | droga krajowa     | Bolewice - Nowy Tomyśl - Wolsztyn                       | 1986 - 1998        | - Uchwała nr 192 Rady Ministrów z dnia 2 grudnia 1985 r. w sprawie zaliczenia dróg do kategorii dróg krajowych.     |                    |
| 322   | droga krajowa     | Wolsztyn - Wschowa - Wroniniec                          | 1986 - 1998        | - Uchwała nr 192 Rady Ministrów z dnia 2 grudnia 1985 r. w sprawie zaliczenia dróg do kategorii dróg krajowych.     |                    |
| 305   | droga wojewódzka  | Bolewice - Nowy Tomyśl - Wolsztyn                       | 1999 - 2008        | - Rozporządzenie Rady Ministrów z dnia 15 grudnia 1998 r. w sprawie ustalenia wykazu dróg krajowych i wojewódzkich. |                    |
| 322   | droga wojewódzka  | Wolsztyn - Wschowa - Wroniniec                          | 1999 - 2008        | - Rozporządzenie Rady Ministrów z dnia 15 grudnia 1998 r. w sprawie ustalenia wykazu dróg krajowych i wojewódzkich. |                    |
| 305   | droga wojewódzka  | Bolewice - Nowy Tomyśl - Wolsztyn - Wschowa - Wroniniec | 2008 - dziś        | - Zarządzenie nr 74 Generalnego Dyrektora Dróg Krajowych i Autostrad z dnia 2 grudnia 2008 r.                       |                    |

### Przebudowy i remonty
Rozbudowa DW305, została podzielona na etapy:
| Odcinek                                              | Długość | Rozpoczęcie prac | Oddanie do użytku | Koszt budowy     | Wykonawca                                     | Uwagi |
| ---------------------------------------------------- | ------- | ---------------- | ----------------- | ---------------- | --------------------------------------------- | --- |
| Wroniawy - Solec (etap II)                           |         |                  |                   |                  |                                               | |
| Wroniawy - Solec (etap I)                            |         | 2023             | 2023              | 2 957 567,41 zł  | Colas Polska Sp. z o.o.                       | |
| Solec - Most na południowym kanale Obry              | 1,7 km  | 2021             | 2023              | 12 569 311,32 zł | Infrakom Sp. z o.o. (Colas Polska Sp. z o.o.) | Firma Infrakom Sp. z o.o. rozwiązała umowę. Po powtórnym przetargu przebudową zajęła się firma Colas Polska |
| Most na południowym kanale Obry - Mochy              | 3,6 km  | 2017             | 2019              | 20 259 403,55 zł | Budimex SA                                    | - |
| Mochy - granica powiatu leszczyńskiego               | 6,2 km  | 2018             | 2020              | 24 905 994,59 zł | Budimex SA                                    | - |
| Granica powiatu leszczyńskiego - granica województwa | 8,4 km  | 2020             | 2021              | 25 404 726,95 zł | Colas Polska Sp. z o.o.                       | - |

#### galeria

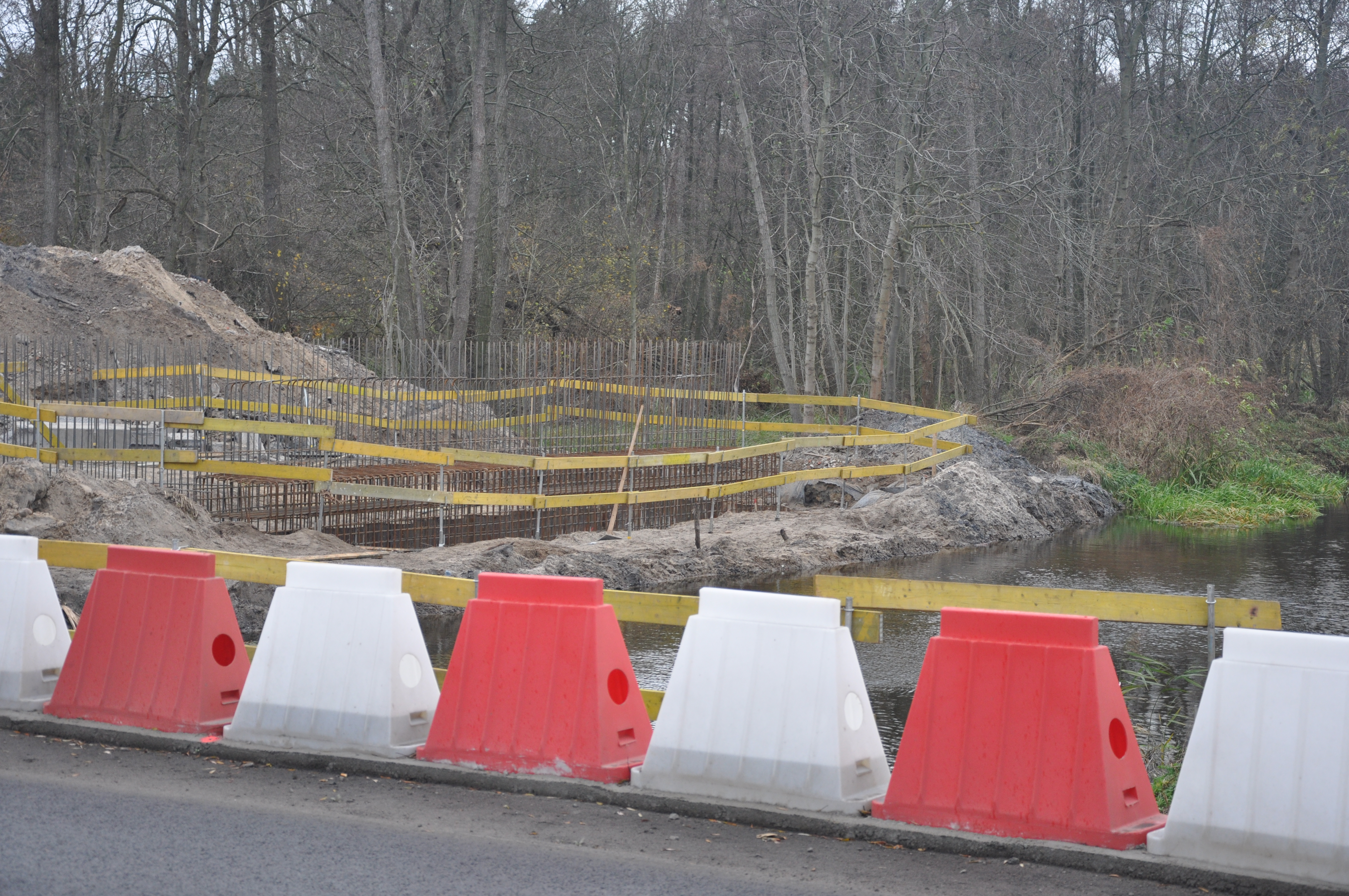
Budowa mostu w Mochach na południowym kanale Odry
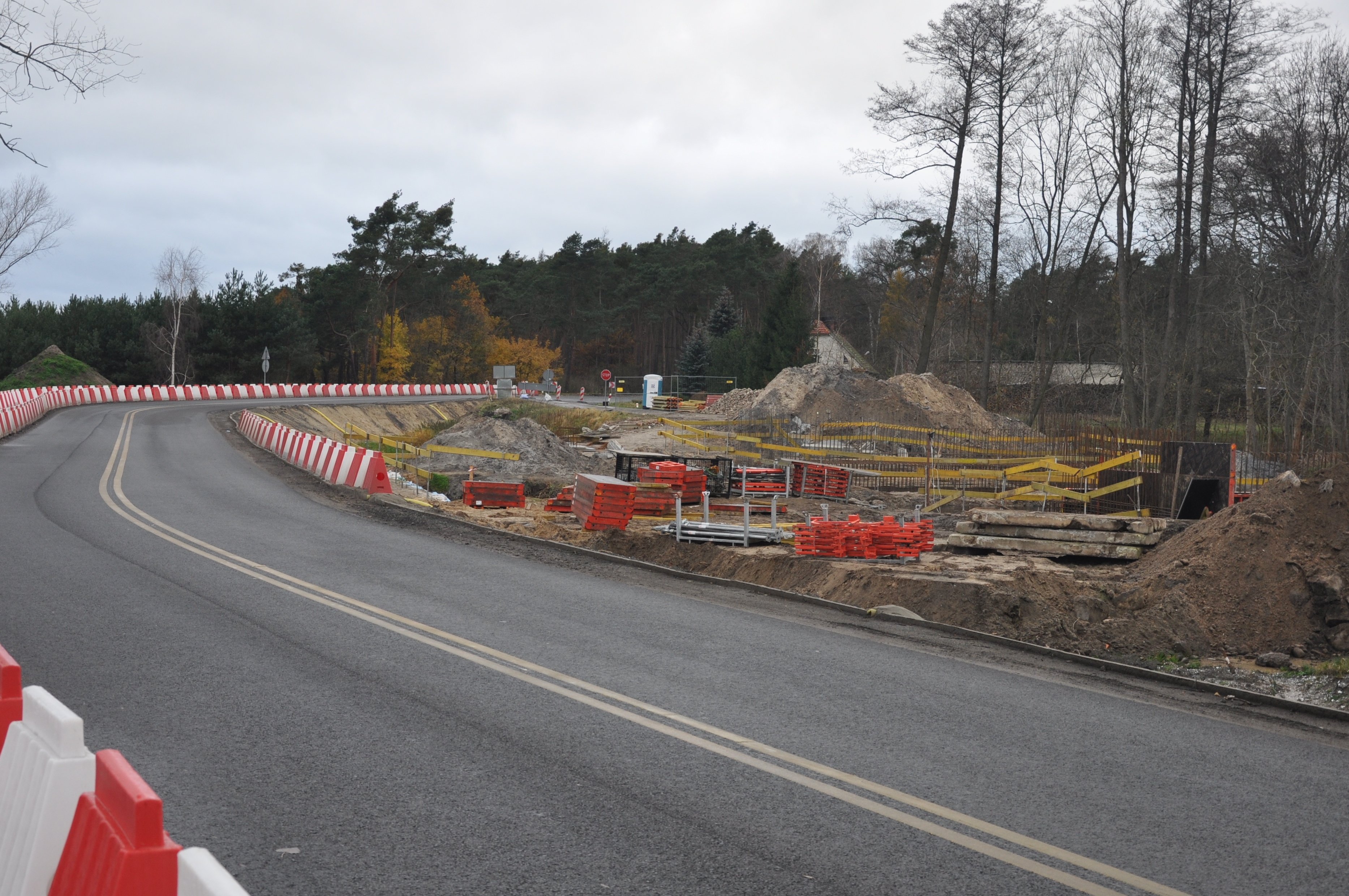
Most tymczasowy na południowym kanale Odry

## Miejscowości leżące przy trasie DW305

### województwo wielkopolskie
- Bolewicko (DK92)
- Nowy Tomyśl (A2, DW302, DW308)
- Chojniki
- Boruja Kościelna
- Kuźnica Zbąska
- Błońsko
- Karpicko
- Wolsztyn (DK32)
- Berzyna
- Adamowo
- Stary Widzim
- Wroniawy
- Solec
- Mochy
- Kaszczor (DW316)
- Wieleń
- Wijewo
- Radomyśl
- Wilanów

### województwo lubuskie
- Lgiń
- Hetmanice
- Wschowa (DK12)
- Olbrachcice
- Łęgoń

### województwo dolnośląskie
- Siciny
- Łękanów
- Naratów
- Wroniniec (DW324)